# Julio López Hernández
Julio López Hernández, né à Madrid en 1930 et mort en 2018 dans cette même ville, est un sculpteur espagnol.

## Biographie
Julio López Hernández entre à l'âge de 19 ans à l'Académie royale des Beaux-Arts Saint-Ferdinand de Madrid. Dans cette école, il établit des liens d'amitié avec d'autres artistes, comme Antonio López García et Lucio Muñoz.
Il est consacré en tant qu'artiste dans l'Espagne de la Transition démocratique en remportant le prix national d'arts plastiques en 1982.
Le 28 avril 1986, il est nommé membre de l'Académie royale des Beaux-Arts de Saint-Ferdinand, son école d'origine.

## Œuvre
Il est notamment l'auteur du célèbre Monument à Federico García Lorca, situé dans le district du Centre de Madrid, sur la place Sainte-Anne, face au Teatro Español.
L'œuvre, composée d'une statue de bronze figurant  le poète et dramaturge Federico García Lorca, assassiné en 1936 par les nationalistes espagnols, est désormais un haut lieu  du tourisme international à Madrid.

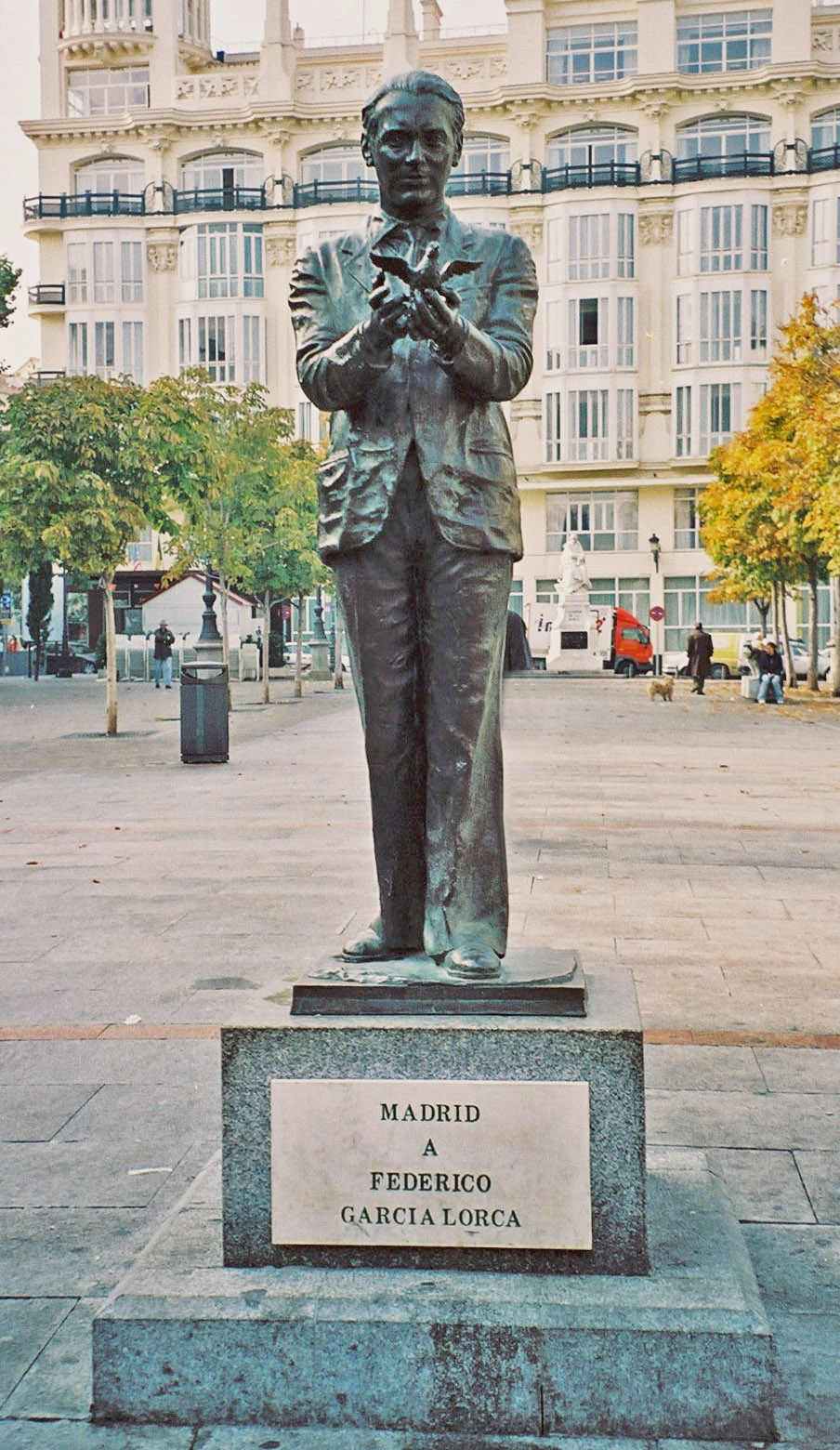
Monument à Federico García Lorca, Madrid.